# ブレール・エンボロ
ブリール＝ドナルド・エンボロ（Breel-Donald Embolo, 1997年2月14日 - ）は、カメルーン・ヤウンデ出身のサッカー選手。スイス代表。ポジションはFW、MF。リーグアン・ASモナコ所属。

## クラブ経歴
カメルーンの首都ヤウンデで生まれ、スイスのバーゼルに移住した。2014年12月12日、スイス市民権を取得した。
2010年からFCバーゼルユースでプレーし、2014年にトップチーム昇格した。3月13日、UEFAヨーロッパリーグ 2013-14のレッドブル・ザルツブルク戦でプロデビューを果たし 、3月16日、FCアーラウ戦でプロ初ゴールを記録した。チームメイトの柿谷曜一朗から「化け物」と称されるほど、将来を嘱望された。
2016年6月26日、シャルケ04に加入することが発表され、移籍金は2250万ユーロである。
2019年6月28日、ボルシア・メンヒェングラートバッハと4年契約を締結した。
2022年7月15日、ASモナコと4年契約を締結した。

## 代表経歴
2015年3月31日のアメリカとの親善試合でA代表デビュー。同年10月9日のUEFA EURO 2016予選、サンマリノ戦で代表初得点を挙げた。2021年、UEFA EURO 2020、グループリーグ初戦のウェールズ戦で1ゴールを挙げた。
2022年、ワールドカップカタール大会ではグループリーグ最終節のセルビア戦で1得点を挙げて決勝トーナメント進出に貢献した。
UEFA EURO 2024のスイス代表に選ばれた。準々決勝のイングランド代表戦で、75分にDFの間に飛んだ折り返しのボールをゴール前で押し込んでゴールを決めたが、その後同点とされ、PK戦の末に破れた。スイス代表はベスト8位で幕を閉じた。

## 代表歴

### 出場大会
- スイス代表
  - 2018 FIFAワールドカップ
  - 2022 FIFAワールドカップ
  - UEFA EURO 2024

### 試合数
- 国際Aマッチ 73試合 15得点（2015年-）[12]

| スイス代表 | 国際Aマッチ | 国際Aマッチ |
| 年         | 出場        | 得点        |
| ---------- | ----------- | ----------- |
| 2015       | 7           | 1           |
| 2016       | 10          | 1           |
| 2017       | 4           | 0           |
| 2018       | 9           | 1           |
| 2019       | 6           | 1           |
| 2020       | 4           | 0           |
| 2021       | 10          | 4           |
| 2022       | 13          | 5           |
| 2023       | 0           | 0           |
| 2024       | 10          | 2           |
| 通算       | 73          | 15          |

## タイトル
クラブ
FCバーゼル
- スーパーリーグ: 2013-14, 2014–15, 2015-16